# Tim Raines
Timothy Raines (né le 16 septembre 1959 à Sanford, Floride, États-Unis) est un ancien joueur étoile des Ligues majeures de baseball ayant joué de 1979 à 2002, notamment pour les Expos de Montréal, les White Sox de Chicago et les Yankees de New York. Il entre au Temple de la renommée du baseball en 2017.
Durant sa carrière, Tim Raines, un voltigeur de gauche, a participé à sept matchs d'étoiles. Il est le champion frappeur de la Ligue nationale en 1986 et champion voleur de buts de cette même ligue à quatre reprises. Il frappe dans une moyenne au bâton supérieure à ,300 durant cinq saisons et est le seul joueur de l'histoire à avoir réussi 70 buts volés ou plus au cours de six saisons.
Il occupe en 2017 le 5e rang parmi les meilleurs voleurs de buts de l'histoire des Ligues majeures avec 808 réussites. Ayant réussi lors de 84,7 pour cent de ses tentatives de voler un but au cours de sa carrière, il est le meneur de l'histoire des majeures chez ceux qui comptent au minimum 400 buts volés. 
Il est le père de Tim Raines, Jr., avec qui il a joué brièvement chez les Orioles de Baltimore en 2001.

## Carrière
Durant sa jeunesse, Raines joue au baseball mais rêve surtout à une carrière au football américain, qu'il pratique également. Un receveur éloigné au football, Raines espère jouer pour l'université de Floride et éventuellement dans la NFL, mais doute de ses chances de réussite car il ne mesure que 5 pieds et 8 pouces (1 mètre 72). De voir Joe Morgan être en nommé joueur par excellence de la Ligue nationale en 1975 et 1976 convainc Raines d'essayer d'abord de faire carrière professionnelle au baseball.

### Expos de Montréal (1979-1990)
Repêché en 5e ronde par les Expos de Montréal en 1977, Tim Raines est un frappeur ambidextre, et au moment du repêchage un joueur d'arrêt-court.
Il fait ses débuts dans le baseball majeur le 11 septembre 1979. Il apparaît en fin de saison 1979 dans six rencontres comme coureur suppléant. En 1980, il joue au deuxième but pendant quelques parties, mais est envoyé au champ gauche. Il évoluera comme voltigeur par la suite, et sera employé à quelques reprises comme frappeur désigné vers la fin de sa carrière, dans la Ligue américaine.
À sa saison recrue en 1981, il frappe pour ,304 de moyenne au bâton et vole 71 buts en 88 parties, dans une saison écourtée par une grève des joueurs. Il termine second au scrutin visant à élire la recrue de l'année dans la Ligue nationale, derrière la jeune sensation des Dodgers de Los Angeles, le lanceur Fernando Valenzuela. 
Son total de 71 buts volés à sa première saison le plaçait alors deuxième dans l'histoire du baseball à ce chapitre pour un joueur recrue, derrière Benny Kauff (75 buts volés en 1914). Il réussit des vols de buts à ses 27 premières tentatives en carrière, un record des Ligues majeures.
En 1982, sa moyenne au bâton baisse à ,277. À la fin de la saison, il entre en cure de désintoxication pour vaincre sa dépendance à la cocaïne, une drogue pour laquelle il estime avoir dépensé 40 000 dollars durant l'année. Raines expliquera qu'il évitait de laisser la drogue dans le vestiaire de l'équipe et que pour éviter de perdre celle-ci, cachée dans la poche arrière de son uniforme, il plongeait tête première lorsqu'il tentait de voler un but plutôt que de glisser les crampons devant comme la plupart des autres coureurs.
En 1983, sa moyenne grimpe à ,298 et il établit des sommets personnels avec 71 points produits et 90 buts volés.
Avec 75 buts volés en 1984, il domine la Ligue nationale pour la quatrième année consécutive. Il affiche une moyenne au bâton de ,309. Cette dernière passe à ,320 en 1985, puis à ,334 en 1986, alors qu'il enlève le championnat des frappeurs dans la Nationale. En 1986, Raines atteint les buts lors de ses 42 premiers matchs, établissant le record de la Ligue nationale pour la plus longue série du genre pour amorcer une saison. La marque sera égalée par Albert Pujols en 2008, puis battue par Matt Holliday en 2015.
Devenu agent libre après la saison 1986, il est victime de la collusion orchestrée par les propriétaires et aucune équipe ne lui fait une offre sérieuse d'embauche. Il est sans contrat lorsque la saison 1987 débute, et ne rejoindra les Expos qu'après avoir paraphé le 1er mai une nouvelle entente de 5 millions de dollars pour 3 ans.
Inactif depuis l'automne précédent, il fait une entrée remarquée le 2 mai contre les Mets, à New York, alors qu'il s'élance sur le premier lancer qu'il reçoit et claque un triple au champ droit. Il terminera la partie avec quatre coups sûrs en cinq présences au bâton, trois points marqués, un but-sur-balles, un but volé et un grand chelem faisant gagner les Expos en 10e manche.
Malgré son arrivée tardive dans la saison, Raines prend part à 139 rencontres et domine chez les Expos en 1987 pour la moyenne au bâton (,330), les points marqués (89) et les buts volés (50). Il atteint un sommet personnel avec 18 coups de circuit et frappe 175 coups sûrs, seulement deux de moins que le meneur de l'équipe, Tim Wallach. Il est élu pour la 7e et dernière fois au sein de l'équipe d'étoiles, et est choisi joueur par excellence du match lorsqu'il frappe en 13e manche le triple qui pousse au marbre Ozzie Virgil, des Braves, et Hubie Brooks, des Expos, procurant à la formation de la Ligue nationale une victoire de 2-0. 
Les statistiques de Tim Raines commencent par la suite à décliner. Après trois autres saisons à Montréal, les Expos l'échangent le 23 décembre 1990. En compagnie des lanceurs des ligues mineures Jeff Carter et Mario Brito, il passe aux White Sox de Chicago en retour du voltigeur Iván Calderón et du releveur Barry Jones.

### White Sox et Yankees (1991-1998)

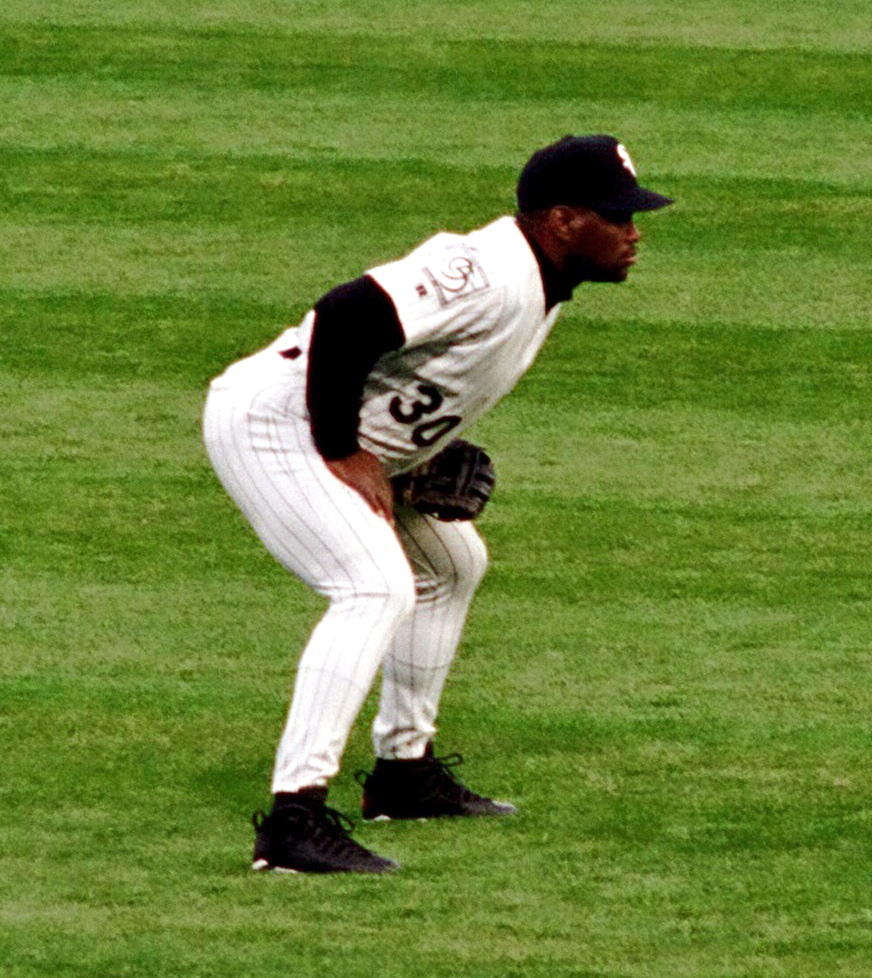
Tim Raines en 1995 avec les White Sox de Chicago.

Raines évolue cinq saisons dans l'uniforme des White Sox, au cours desquelles il produit au moins 50 points, dont un sommet de 67 avec cette équipe en 1995. Il vole 51 et 45 buts à ses deux premières années à Chicago. 
En 1992, Raines fait partie de la douzaine de joueurs des ligues majeures qui reçoivent une compensation financière pour les sommes d'argent perdues lors de la collusion du milieu des années 1980. Il se voit accorder environ 865 000 dollars.
En 1993, il participe aux séries d'après-saison pour la première fois depuis les éliminatoires de 1981, et maintient une moyenne au bâton de ,444 en six parties lors de la Série de championnat de la Ligue américaine entre les White Sox et les Blue Jays de Toronto.
Le 28 décembre 1995, il est échangé aux Yankees de New York en retour du lanceur des ligues mineures Blaise Kozeniewski.
Chez les Yankees, Raines fait partie de deux équipes championnes de la Série mondiale, en 1996 et 1998. Il joue dans 5 des 6 matchs de la finale de 1996 contre les Braves d'Atlanta, mais ne fait aucune présence durant celle de 1998.

### Dernières saisons (1999-2002)
Le 26 janvier 1999, il signe comme agent libre avec les Athletics d'Oakland. Il ne participe qu'à 58 parties avec l'équipe. Après une biopsie au rein le 23 juillet, les médecins diagnostiquent le lupus, et Raines passe le reste de l'année à recevoir des traitements contre la maladie.
Il obtient un nouveau contrat comme joueur autonome le 1er février 2000 et tente un retour chez les Yankees, mais l'équipe le retranche durant le camp d'entraînement et il se retrouve sans emploi le 23 mars.
Tim Raines ne joue pas durant la saison 2000, mais il obtient le 21 décembre un contrat avec les Expos de Montréal. 
En 2001, il maintient une moyenne de ,308 en 47 parties avec son équipe originale. Le 31 mai, il doit subir une opération à l'épaule gauche et est brièvement envoyé dans les ligues mineures, pour reprendre la forme avec le club-école des Expos, les Lynx d'Ottawa de la Ligue internationale. Ce séjour permettra à Tim Raines de disputer un match contre son fils, Tim Raines, Jr., membre des Red Wings de Rochester, le club-école des Orioles de Baltimore. Il s'agissait de la première fois dans l'histoire du baseball professionnel en Amérique du Nord qu'un père et son fils prenaient part au même match pour des équipes différentes.
À quelques jours de la fin de la saison, le 3 octobre, les Expos transfèrent Tim Raines aux Orioles de Baltimore. Le jour même, lui et son fils jouent dans le même match des Orioles contre les Blue Jays de Toronto, le fils au champ centre et son père comme frappeur désigné. Le lendemain, 4 octobre, il patrouille le champ gauche aux côtés de son fils, voltigeur de centre, dans un match contre les Red Sox de Boston. Les Raines devenaient le second duo père-fils de l'histoire des ligues majeures à évoluer ensemble pour la même équipe, après Ken Griffey, Sr. et Ken Griffey, Jr. (chez les Mariners de Seattle en 1990),.
Tim Raines se joint aux Marlins de la Floride, qui lui accordent un contrat en 2002, et y passe la dernière de ses 23 saisons dans les majeures.
Sa moyenne au bâton en carrière s'élève à ,294 en 2502 parties jouées et sa moyenne de présence sur les buts se chiffre à ,385. Il a frappé 2605 coups sûrs, marqué 1571 points, en a produit 980, a cogné 430 doubles, 113 triples et 170 circuits, en plus de voler 808 buts.

## Carrière d'instructeur
Après sa retraite comme joueur, Tim Raines a été nommé en 2003 au poste de manager des Manatees de Brevard County, une équipe de classe A de la Florida State League alors affiliée aux Expos. Ces derniers lui accordent une promotion en 2004 et il agit comme instructeur à Montréal lors de la dernière saison de l'équipe dans cette ville. C'est au cours de cette année que les Expos retireront le numéro 30 que Raines a porté avec eux de 1979 à 1990, puis brièvement en 2001.
L'ancien voltigeur est par la suite nommé instructeur chez les White Sox de Chicago en novembre 2004, et demeure avec le club jusqu'en octobre 2006.
En 2007, il est entraîneur des frappeurs avec les Senators de Harrisburg, le club-école de classe AA des Nationals de Washington, dans la Eastern League.
Il devient en 2009 le manager des Bears de Newark de la Atlantic League of Professional Baseball. En 2012, il devient directeur du développement de joueurs avec les Bears. En 2013, il se joint à l'équipe d'entraîneurs des clubs affiliés aux Blue Jays de Toronto en ligues mineures.

## Honneurs et exploits
- Champion frappeur de la Ligue nationale en 1986 avec une moyenne au bâton de ,334.
- A frappé pour plus de ,300 dans 5 saisons (1981, 1984-1987) et pour au moins ,320 à deux reprises (1985 et 1986).
- Meneur dans la Ligue nationale pour les buts volés pendant 4 saisons (1981-1984).
- Seul joueur de l'histoire à compter 70 buts volés ou plus durant 6 saisons (1981-1986)[1].
- Meilleur pourcentage de réussite (84,7 %) en tentative de vol chez les joueurs comptant au moins 400 buts volés[1].
- Sommet personnel de 90 buts volés en 1983.
- Cinquième meilleur voleur de buts de l'histoire des Ligues majeures, avec 808 en carrière.
- Meneur dans la Ligue nationale pour les points marqués (1983 et 1987)
- A participé à 7 match d'étoiles (1981-1987).
- Joueur par excellence du match des étoiles en 1987.
- Gagnant d'un Bâton d'argent en 1986.
- Gagnant de deux séries mondiales (avec les Yankees en 1996 et les White Sox en 2005).
- Ancien détenteur du record de la Ligue américaine de 40 buts volés consécutifs sans être retiré (établi de juillet 1993 à août 1995).
- Détenteur des records de la franchise des Expos de Montréal/Nationals de Washington pour les buts volés (635), les points marqués (947), les simples (1163), les triples (82) et les buts-sur-balles (793).
- A vu son numéro # 30 être retiré par les Expos de Montréal en 2004.

## Élection au Temple de la renommée
Tim Raines entre au Temple de la renommée du baseball en 2017. Malgré une carrière éloquente, un nombre peu élevé de membres de l'Association des chroniqueurs de baseball d'Amérique, qui choisissent les élus au Temple, choisissent Raines au départ ; sa candidature gagne cependant de la vigueur grâce notamment à une campagne sans relâche menée, entre autres sur Internet, par ses partisans, qui insistent sur les multiples accomplissements statistiques de l'ancien joueur,.
Lors de sa première année d'éligibilité au Temple de la renommée du baseball, en 2008, Tim Raines a reçu 132 votes, apparaissant sur 24,3 % des bulletins soumis aux membres de l'Association des chroniqueurs de baseball d'Amérique. Au scrutin de 2009, il a reçu 122 votes et est apparu sur 22,6 % des bulletins. En 2010, il a vu ce pourcentage augmenter à 30,4 % alors que son bon ami Andre Dawson était le seul ex-joueur élu au Panthéon. Il obtient un nouveau sommet de 37,5 % des votes en 2011, à sa quatrième année d'éligibilité. Ses appuis grimpent à 48,7 % en 2012. Pour qu'un joueur soit élu au Temple de la renommée, il doit apparaître sur au minimum 75 % des bulletins de vote. 
En 2013, Raines reçoit 52,2 % d'appuis. En 2014, ses appuis chutent à 46,1 %. Plus tard dans l'année, un changement dans les règles compliquent ses chances : dans un geste largement perçu comme une façon de précipiter l'éviction des candidats soupçonnés de dopage tels Barry Bonds et Roger Clemens, le Temple de la renommée décide de ramener de 15 à 10 ans le nombre maximal d'années d'éligibilité pour l'élection; Raines a déjà perdu 7 de ces années. À sa 8e année sur les bulletins cependant, en 2015, il reçoit 55 pour cent d'appuis, son plus haut total à ce jour. En 2016, le nom de Raines apparaît sur 69.8 % des bulletins et il ne rate l'entrée au Panthéon que par 23 votes. 
Le 18 janvier 2017, Raines est élu au Temple de la renommée du baseball avec 86 % des votes. Il y est intronisé le 30 juillet 2017 lors d'une cérémonie à Cooperstown en compagnie des anciens joueurs Iván Rodríguez et Jeff Bagwell.

## Vie personnelle
Marié à Virginia Hilton en 1979, le couple a deux fils : Tim Jr. (né le 31 août 1979) et Andre (né le 10 juillet 1983). Ce dernier est prénommé en l'honneur d'Andre Dawson et partage la même date d'anniversaire.
Avec sa seconde épouse Shannon Watson, Tim Raines est père de jumeaux, une fille et un garçon.